# Georgios Chatziioannidis
Georgios Chatziioannidis (řecky Γεώργιος Χατζηιωαννίδης * 22. února 1951) je bývalý řecký zápasník, volnostylař. V roce 1980 na olympijských hrách v Moskvě, v kategorii do 62 kg vybojoval bronzovou medaili. Olympijských her se zúčastnil také v letech 1972, kdy vypadl ve třetím kole, a v roce 1976, kdy vybojoval 7. místo. Několikrát startoval na mistrovství Evropy, kde dosáhnul nejlépe na čtvrté místo v roce 1973.